# Яґмурчін Бага-каган
Яґмурчін Бага-каган (*д/н — бл. 619) — володар конфедерації племен тєле (давніх уйгурів) в 605—620 роках.

## Життєпис
Походив з племені цібі (кібі). Його власне ім'я згідно китайських джерел — Гелен. Ймовірно був спадковий ельтебер (васальний володар) племенного союзу тєле, що складався з 15 груп.
605 року через надмірні податки з тєле, що збирали підлеглі кагана Хешани відбулося збурення серед племен конфедерації. У відповідь каган запросив до своєї ставки 100 вождів тєле, яких було вбито. Це спричинило загальне повстання тєле, основними силами якого стали сеяньто, цібі та хуйху-уйгури, очільником яких було обрано Гелена. Він прийняв ім'я Яґмурчін Бага (в китайському варіанті Іучженьмохе) та титул каган.
Діяв успішно проти тюрок, зумів встановити зверхність над важливими торгівельно-посередницькими центрами — державами Гаочан, Карашар і Аратюрюк.
У 611/612 році зазнав поразки від західнотюркського кагана Шегуя, внаслідок чого вимушен був тому підпорядкуватися та відмовитися від титулу каган. В подальшому намагався встановити таємні дипломатичні відносини з імперією Суй. 618 року повстав проти тюркського кагана Тун-Ябгу, але 619 року зазнав поразки й загинув